# Ariquemes
Ariquemes là một đô thị thuộc bang Rondônia, Brasil. Đô thị này có diện tích 4427 km², dân số năm 2007 là 78673 người, mật độ 19,6 người/km².